# Mouloud Lounaouci
 (juillet 2025).
Motif : en l'absence de sources sur le rôle de Lounaouci dans le mouvement berbère. Élu député en 1991 mais jamais investi.
- Archive Wikiwix
- Bing
- Cairn
- DuckDuckGo
- E. Universalis
- Gallica
- Google
- G. Books
- G. News
- G. Scholar
- Persée
- Qwant
- (zh) Baidu
- (ru) Yandex
- (wd) trouver des œuvres sur Wikidata

| 1. | Préciser le motif de la pose du bandeau. | Précisez le motif de la pose du bandeau en utilisant la syntaxe suivante : {{admissibilité à vérifier\|date=juillet 2025\|motif=remplacez ce texte par le motif}}                      |
| 2. | Informer les utilisateurs concernés.     | Pensez à avertir le créateur de l'article, par exemple, en insérant le code ci-dessous sur sa page de discussion : {{subst:avertissement admissibilité à vérifier\|Mouloud Lounaouci}} |

 (mars 2025).
La mise en forme du texte ne suit pas les recommandations de Wikipédia : il faut le « wikifier ».
Les points d'amélioration suivants sont les cas les plus fréquents. Le détail des points à revoir est peut-être précisé sur la page de discussion.
- Les titres sont pré-formatés par le logiciel. Ils ne sont ni en capitales, ni en gras.
- Le texte ne doit pas être écrit en capitales (les noms de famille non plus), ni en gras, ni en italique, ni en « petit »…
- Le gras n'est utilisé que pour surligner le titre de l'article dans l'introduction, une seule fois.
- L'italique est rarement utilisé : mots en langue étrangère, titres d'œuvres, noms de bateaux, etc.
- Les citations ne sont pas en italique mais en corps de texte normal. Elles sont entourées par des guillemets français : « et ».
- Les listes à puces sont à éviter, des paragraphes rédigés étant largement préférés. Les tableaux sont à réserver à la présentation de données structurées (résultats, etc.).
- Les appels de note de bas de page (petits chiffres en exposant, introduits par l'outil «  Source ») sont à placer entre la fin de phrase et le point final[comme ça].
- Les liens internes (vers d'autres articles de Wikipédia) sont à choisir avec parcimonie. Créez des liens vers des articles approfondissant le sujet. Les termes génériques sans rapport avec le sujet sont à éviter, ainsi que les répétitions de liens vers un même terme.
- Les liens externes sont à placer uniquement dans une section « Liens externes », à la fin de l'article. Ces liens sont à choisir avec parcimonie suivant les règles définies. Si un lien sert de source à l'article, son insertion dans le texte est à faire par les notes de bas de page.
- La présentation des références doit suivre les conventions bibliographiques. Il est recommandé d'utiliser les modèles {{Ouvrage}}, {{Chapitre}}, {{Article}}, {{Lien web}} et/ou {{Bibliographie}}. Le mode d'édition visuel peut mettre en forme automatiquement les références.
- Insérer une infobox (cadre d'informations à droite) n'est pas obligatoire pour parachever la mise en page.

Pour une aide détaillée, merci de consulter Aide:Wikification.
Si vous pensez que ces points ont été résolus, vous pouvez retirer ce bandeau et améliorer la mise en forme d'un autre article.
Mouloud Lounaouci (en kabyle : ⵎoⵓⵍoⵓⴷ ⵍoⵓⵏⴰoⵓⵛⵉ), né le 15 janvier 1948, est un médecin, linguiste et homme politique algérien originaire de Tizi Ouzou. Il est l'un des principaux militants pour la langue berbère.

## Origine
Mouloud Lounaouci est né le 15 janvier 1948 à Tizi Ouzou en kabylie.
Après avoir obtenu un baccalauréat en mathématiques en 1968, il rejoint l'université d'Alger pour étudier la médecine jusqu'en 1976.

## Printemps bèrbere
Mouloud Lounaouci est considéré comme l'un des principaux militants du Printemps berbère de 1980. Il est détenu par la police lors de ces événements.

## Études de troisième cycle
Mouloud Lounaouci poursuit ses études supérieures à Tizi Ouzou de 1990 à 1993.
Il rejoint l'université Mouloud-Mammeri de Tizi Ouzou où il obtient un Master of Science en « Culture et Civilisation amazighe ».
Puis il s'installe en France pour rejoindre l'Institut national des langues et civilisations orientales de 1994 à 2000 au sein du Centre de recherche amazigh.
Lounaouci obtientun diplôme d'études supérieures de cet institut en décembre 1996 sous la direction du professeur Salem Chaker.
Son mémoire de diplôme de troisième cycle s'intitule « Essai de sociolinguistique comparée : l'aménagement linguistique dans les domaines (berbère, basque et catalan) ».
Il entreprend ensuite un doctorat à l'INALCO sous la direction de Salem Chaker.

## Représentation parlementaire
Mouloud Lounaouci est le candidat du Front des forces socialistes aux premières élections législatives multipartites algériennes du 26 décembre 1991.
Il est candidat dans la circonscription de Larbaâ Nath Irathen (wilaya de Tizi Ouzou), où il est élu à l'Assemblée populaire nationale.
Il remporte le premier tour avec une majorité absolue de 55,76 %.

## Écrire la langue berbère
Mouloud Lounaoussi a participé à plusieurs études, recherches et activités liées à l'écriture de la langue amazighe.
Ces travaux ont consisté à comparer les options d'écriture de la langue amazighe, soit en tifinagh, soit en alphabet arabe berbère, soit en alphabet berbère latin.

## Congrès mondial amazigh
Mouloud Lounaouci participe à la création du Congrès mondial amazigh en septembre 1995.

## Académie berbère
Mouloud Lounaouci participe à plusieurs reprises aux activités de l'Académie berbère.

## Vie privée
Le frère de Mouloud Lounaouci est Hamid Lounaouci, ministre des Transports entre 1999 et 2001.